# Gran Bretagna ai IV Giochi olimpici invernali
La Gran Bretagna partecipò ai IV Giochi olimpici invernali, svoltisi a Garmisch-Partenkirchen, Germania, dal 6 al 16 febbraio 1936, con una delegazione di 38 atleti impegnati in sei discipline.

## Medagliere

### Per discipline
| Sport                 | Oro | Argento | Bronzo | Totale |
| --------------------- | --- | ------- | ------ | ------ |
| Hockey su ghiaccio    | 1   | 0       | 0      | 1      |
| Pattinaggio di figura | 0   | 1       | 0      | 1      |
| Bob                   | 0   | 0       | 1      | 1      |
| Totale                | 1   | 1       | 1      | 3      |

### Medaglie
| Medaglia | Atleta | Sport                 | Evento                          |
| -------- | --- | --------------------- | ------------------------------- |
| Oro      | Sandy Archer Jimmy Borland Edgar Brenchley Jimmy Chappell Art Child Johnny Coward Gordon Dailley Gerry Davey Carl Erhardt Jimmy Foster John Kilpatrick Archie Stinchcombe Bob Wyman | Hockey su ghiaccio    | Maschile                        |
| Argento  | Cecilia Colledge | Pattinaggio di figura | Pattinaggio di figura femminile |
| Bronzo   | James Cardno Frederick McEvoy Guy Dugdale Charles Green | Bob                   | Bob a quattro maschile          |